# Silikoza
Silikóza je poklicna bolezen, ki prizadene pljuča, povzroča pa jo večletno vdihavanje prahu, ki vsebuje prost silicijev dioksid (SiO2). Spada med pnevmokonioze.
Bolezen je najbolj razširjena med delavci, ki obdelujejo kremen in granit, rudarji v rudnikih kovin, v industriji šamota, porcelana, cementa, livarstvu ...
Do bolezni pride, ko vdihani delci prahu z ostrimi robovi mehanično dražijo pljučno tkivo in povzročajo razrast veziva. Tako nastanejo silikotični vozliči okrogle oblike, sestavljeni iz vezivnih vlaken, vmes pa so posamezni kristali SiO2.
Bolezenska slika je odvisna od stopnje napredovalosti bolezni. V začetku bolnik pogosto sploh ne opazi težav, pozneje pa se bolezen razvija podobno kot bronhitis. Pojavljati se začne suh kašelj, ki je posledica draženja pljuč. V pozni fazi bolezni je kašelj stalen in je še posebej močan zjutraj, pogosto pa ga spremlja oteženo dihanje tudi ob mirovanju.